# Fresnoy-en-Thelle
Fresnoy-en-Thelle é uma comuna francesa na região administrativa de Altos da França, no departamento de Oise. Estende-se por uma área de 6,28 km². Em 2010 a comuna tinha 924 habitantes (densidade: 147,1 hab./km²).